# المنصبة (صعفان)

تعديل مصدري - تعديل

المنصبة هي إحدى قرى عزلة بني عراف بمديرية صعفان التابعة لمحافظة صنعاء، بلغ تعداد سكانها 246 نسمة حسب تعداد اليمن لعام 2004.